# Nunc stans
Nunc stans (lateinisch; deutsch: „Stehendes Jetzt“) ist eine Wendung aus dem Bereich der Philosophie, die die Ewigkeit beschreiben soll. Sie entstand aus Diskussionen um das Verhältnis von Zeit und Ewigkeit. Platon beschrieb die Zeit als „bewegtes Bild der Ewigkeit“ (altgriechisch εἰκὼ κινητὸν αἰῶνος). Die Zeit erstreckt sich zwar auf Gegenwart, Vergangenheit und Zukunft, aber nur der Ewigkeit kommt Gegenwart zu. Aus dieser Bestimmung wird eine Tradition, die die Ewigkeit als zeitloses Jetzt bestimmt. Plotin bezeichnet Ewigkeit als „Verharren in einem“.
Im Mittelalter zitiert Thomas von Aquin die Wendung unter Berufung auf Boethius, bei dem sie allerdings nicht wörtlich vorkommt. Boethius unterscheidet zwischen dem Jetzt für den Menschen, das eine gleichsam laufende Zeit sei, und einem göttlichen Jetzt, das ein verharrendes Jetzt sei und die Ewigkeit Gottes ausmacht. Dieses verharrende Jetzt nennt Boethius deutsch: „nunc permanens“ (lateinisch), deutsch: „Bleibendes Jetzt“. Die Umbildung von Nunc stans zu Nunc permanens bei Boethius ist möglicherweise durch Augustinus beeinflusst, der sich mit dem Konzept des Nunc stans auseinandersetzte, es aber ablehnte.
Aufgrund von Boethius’ Einfluss auf die mittelalterliche Philosophie wird auch dieser Begriff für die Ewigkeit übernommen und ist in der mittelalterlichen Philosophie häufig zu finden. Albertus Magnus benutzt Nunc stans dann wieder zur Beschreibung der Ewigkeit Gottes und beruft sich auf Boethius. Wahrscheinlich hat Thomas von Aquin den Begriff von Albertus Magnus übernommen. Thomas Hobbes kritisiert den Begriff Nunc stans heftig, er sei für ihn kein angemessener Begriff zur Beschreibung der Ewigkeit. Eine stehende Gegenwart sei unverständlich. Arthur Schopenhauer benutzt den Begriff, um von der „Unzerstörbarkeit unseres Wesens an sich“ zu sprechen. Das einzelne Leben des Menschen gehöre zur Welt der Erscheinung, in der sich Werden und Vergehen ereignen, das wahre Wesen sei aber das diesem Vorgang zugrundeliegende Prinzip. Die Zeit sei die Form unseres Erkennens, in der wir alles auffassen, während das Wesen an sich das alles nicht kenne, aber im Nunc stans existiere. Schopenhauer bezieht sich auf die Lehre der Idealität der Zeit von Immanuel Kant. Der Wille bleibe im Wechsel der Zeit das Unbewegliche, was man in einem über die reine Erscheinung hinausgehenden Blick erkenne. Der Unterschied zwischen Vergangenheit und Gegenwart falle weg, wenn man versuche, die Abfolge im menschlichen Leben „als auf ein Mal und zugleich und immer vorhanden, im Nunc stans“ vorzustellen. Die Gegenwart, die rein wissenschaftlich betrachtet kaum zu fassen ist, stelle sich dem metaphysischen Blick, der über die Formen empirischer Anschauung hinwegsieht, als das Beharrende dar. Schopenhauer bezieht sich hier direkt auf die Scholastiker.
Friedrich Nietzsche gebraucht die Wendung zwar nicht, spricht aber an einer Stelle vom „Nu“, das vielleicht auf eine Übersetzung des Nunc stans durch Meister Eckhart zurückgeht. Franz Rosenzweig nahm den Begriff wieder auf und sah seine Bedeutung darin, dass der Mensch sich von der Vergänglichkeit des Augenblicks erlöse und der Augenblick zum immer wieder neu Angehenden und daher Unvergänglichen, zur Ewigkeit werde.
Bei dem Phänomenologen Edmund Husserl wird die Wendung gebraucht als Bezeichnung einer überzeitlichen Wesensform des „Ich fungiere“. Diese Wesensform des Nunc stans ist in der Lage, die Erfassbarkeit des „Ich fungiere“ von seiner Verbindung zu Zeitstellen zu lösen und es als vor- oder außerzeitliches Etwas zu fassen. Diese Erfassung ist überzeitlich, unzeitlich und jetzthaft, ohne auf eine Zeitstelle festgelegt zu werden. Martin Heidegger distanzierte sich sowohl vom Idealismus, als auch vom Dualismus nach René Descartes, aber auch von der Auffassung der Ewigkeit als Nunc stans. Es gebe kein rein geistiges Subjekt, das von der Welt losgelöst wäre und das man dann wieder mit ihr in Beziehung setzen könne; stattdessen ist das Dasein dadurch bestimmt, dass es sich in der Welt findet und immer mit ihr auseinandersetzen muss. Den Gedanken, dass es dort, wo es keine Zeit gibt, auch keinen Tod gibt, findet man auch bei Ludwig Wittgenstein, wenn auch nicht unter der Wendung Nunc stans.
Auf das Nunc stans bezieht sich auch Thomas Manns Der Zauberberg. Die Bewohner des Zauberbergs erleben eine innerweltlich gelebte und durch die Bewegung Schwindel erzeugende, abgöttische Ewigkeit, die einen Versuch darstellt, die Zeit Gottes auf Erden zu leben. Das Nunc stans beschreibt hier das Wesen des Lebens als Gegenwart, das sein Geheimnis nur in mythischer Weise in den Zeitformen der Vergangenheit und Zukunft darstellt. Mann erwähnt das Nunc stans auch in Doktor Faustus. Hier ist das Nunc stans mit Augenblicken der Entrückung verbunden, die zugleich die Entfaltung des werdenden Künstlers sind und seine Komposition freisetzen.
Für Hannah Arendt ist das Nunc stans, in dem die unendliche Vergangenheit und die unendliche Zukunft in der Gegenwart zusammenfallen, ein Zeitpunkt zeitloser Gegenwart, der übliche Konstruktionen von Zeit sprengt. Durch diese Erfahrung kann der Mensch in einer Art zeitloser Zeit zeitlose Werke vollbringen. Aus der Position des Nunc stans ist der denkende Mensch aber nicht ohne Bezug zur Geschichte, vielmehr kommt durch ihn die Geschichtlichkeit in einen Denkraum, der zeitlos ist. Arendt geht von einem Kampf des geistigen Ichs gegen die Zeit im Sinne eines Kampfes gegen die Erscheinungen der historischen Welt aus: Der Fluss der Zeit, der alles mit sich reißt und verschwinden lässt, muss unterbrochen werden, um die Einzelerscheinungen der geschichtlichen Welt zu retten.
Hans-Georg Gadamer sah die Begehung von Festen als ihre Seinsweise, in der die Zeit zum Nunc stans einer erhebenden Gegenwart geworden sei und in der Erinnerung und Gegenwart eins geworden. So sei zum Beispiel das Weihnachtsfest mehr als die Erinnerung an die Geburt von Jesus Christus, denn jedes Weihnachten sei mit der fernen Gegenwart auf eine mysteriöse Weise gleichzeitig. In der Festlichkeit komme es zu einem Stillstand der Zeit, während im Alltag der Mensch an Funktionen und Termine seines Lebens gebunden sei.
Walter Biemel warf die Frage auf, ob Marcel Proust in Auf der Suche nach der verlorenen Zeit das Nunc stans meinte, als es um ein Gefühl außerhalb der Zeit geht.